# Савршени састанак
Савршени састанак (енгл. The Perfect Date) амерички је тинејџерски љубавно-хумористички филм из 2019. године, у режији Криса Нелсона, по сценарију Стива Блума и Рандала Грина. Темељи се на роману The Stand-In Стива Блума. Главне улоге глуме: Ноа Сентинео, Лора Марано, Камила Мендес, Одисеас Јоргидис и Мет Волш. Приказан је 12. априла 2019. за Netflix.

## Радња
Да би зарадио новац за колеџ, средњошколац покреће апликацију у којој нуди лажни састанак с њим. Али када се појаве права осећања, ствари се компликују.

## Улоге
| Глумац           | Улога            |
| ---------------- | ---------------- |
| Ноа Сентинео     | Брукс Ратиган    |
| Лора Марано      | Силија Либерман  |
| Одисеас Јоргидис | Мерф             |
| Камила Мендес    | Шелби Пејс       |
| Мет Волш         | Чарли Ратиган    |
| Џо Крест         | Џери Либерман    |
| Кари Лејзар      | Лилијан Либерман |
| Алекс Биглан     | дечко            |
| Блејн Керн III      | Френклин         |
| Зак Штајнер      | Рис              |
| Тај Паркер       | Картели          |
| Вејн Пер         | господин Њухаус  |
| Отумн Вокер      | Лија             |
| Иван Хуи Млађи   | Лари             |